# ハヴロック (モニター)

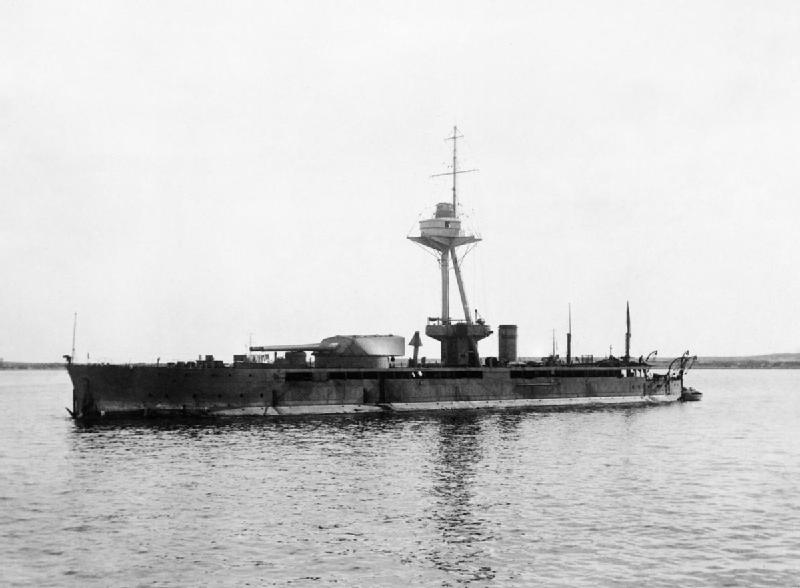
「ハヴロック」

ハヴロック (HMS Havelock) はイギリス海軍のモニター。アバクロンビー級4隻のうちの一隻。

## 艦名
同級4隻は艦名決定前は「M.1」から「M.4」とされ、1915年2月に各艦に南北戦争の指導者にちなんだ艦名がつけられるもアメリカの抗議によって「M.1」から「M.4」に戻され、1915年6月19日にイギリス軍人にちなむ新たな名前が決定された。
この艦は「M.2」、「ジェネラル・グラント (General Grant)」、「M.2」、「ハヴロック」と変わっている。「ハヴロック」の名はヘンリー・ハヴロック将軍にちなむ。

## 艦歴
ベルファストのハーランド・アンド・ウルフ社で建造。1914年12月12日起工。1915年4月29日進水。同年5月26日に就役し、6月18日竣工。
アバクロンビー級モニターは4隻ともガリポリの戦いへの投入が決まり、「ハヴロック」は1915年6月30日にペンブロークより出発し、巡洋艦「ジュノー」に曳航されて7月22日に現地に到着した。
ガリポリの戦いが終わると、アバクロンビー級4隻のうち「ハヴロック」と「ロバーツ」はイギリスに戻された。2隻は1916年2月14日にリムノス島を離れ、4月にイギリスに戻った。
4月24日のドイツ海軍によるローストフト襲撃を受けて2隻のモニターはローストフトとヤーマスに配備されることとなり、ローストフトに配備された「ハヴロック」は入渠のため短期間離れた時期を除いて終戦まで同地にあった。
戦後の1919年5月14日に除籍。1927年6月25日にT. W. ウォード社に売却され、同年中に解体された。

## 要目
- 排水量（竣工時）：6150トン（満載）、5300トン（軽荷）
- 全長：334フィート6インチ（101.96m）
- 全幅：90フィート2インチ（27.48m）
- 機関：バブコック&ウィルコックス製水管缶2基、ハーランド&ウルフ社ベルファスト製4段膨張式機関2基（2000指示馬力）、2軸
- 速力：設計10ノット、公試7.35ノット
- 乗員：士官12名、下士官兵186名
- 兵装
  - 竣工時：14インチ砲2門（連装1基）、12ポンド砲2門、3ポンド高角砲1門、2ポンド高角砲1門、0.303（7.7mm）機銃4挺
  - 終戦時：14インチ砲2門、12ポンド高角砲2門、3インチ高角砲2門
- 出典[9]